# Simon Maljevac
Simon Maljevac, slovenski aktivist in politik, * 26. februar 1981, Postojna, SR Slovenija.
Po dolgotrajnem študiju je 2012 diplomiral kot univerzitetni diplomirani sociolog na Fakulteti za družbene vede z nalogo: Homofobija : strategija upravljanja s stigmo in manjšinskim stresom : diplomsko delo. Od 24. januarja 2023 je minister za solidarno prihodnost Republike Slovenije in prvi nosilec te funkcije. Pred imenovanjem nanjo je bil državni sekretar na ministrstvu za delo, družino, socialne zadeve in enake možnosti.

## Življenjepis
Leta 2006 je postal predstavnik Slovenije v skupini EU Network evropske veje ILGA-Europe, med letoma 2007 in 2009 je bil predsednik mednarodne mladinske in študentske LGBTQ organizacije IGLYO. Od 2007 do 2018 je bil predsednik organizacije Legebitra. Leta 2016 je z Niko Kovač ustanovil Inštitut 8. marec.
Maljevac je bil v preteklosti zaposlen kot višji svetovalec pri zagovorniku načela enakosti.

### Politika
Od 2018 do 2022 je bil generalni sekretar stranke Levica. Na listi Levice je dvakrat kandidiral na državnozborskih volitvah.
Bil je kandidat Levice za ministra za delo. Zaradi blokade novega zakona o vladi s strani opozicije je postal državni sekretar pristojen za enake možnosti, družino, invalide, starejše in deinstitucionalizacijo na istem ministrstvu. Po reorganizaciji vlade, ki je bila potrjena na referendumu, naj bi postal minister za delo, družino, socialne zadeve in enake možnosti. V levici so se kasneje odločili, da Mesec ostane minister za delo, Maljevac pa bo prevzel novoustanovljeno Ministrstvo za solidarno prihodnost. Položaj je uradno zasedel 24. januarja 2023.